# Gabriele Vettori
Gabriele Vettori (Fibbiana, 13 dicembre 1869 – Stazzema, 2 luglio 1947) è stato un arcivescovo cattolico italiano.

## Biografia
Viene ordinato sacerdote il 24 luglio 1892, a 22 anni, dopo aver studiato nel seminario di Firenze. Dopo un breve periodo di insegnamento presso il seminario di Fiorenzuola, viene nominato parroco della chiesa di San Michele a San Salvi di Firenze.
Viene nominato vescovo di Tivoli il 15 aprile 1910 da papa Pio X. Il 6 dicembre 1915 Benedetto XV lo trasferisce alle sedi di Pistoia e Prato. Il 6 febbraio 1932 Pio XI lo nomina arcivescovo di Pisa, città in cui fa il suo ingresso solenne il 24 aprile 1932.
Assistente al Soglio Pontificio, nel 1934 viene insignito del titolo di grande ufficiale dell'Ordine Supremo del Santo Sepolcro.
Il 2 settembre 1945, un anno dopo la liberazione della città di Pisa dalle truppe tedesche, gli viene conferita solennemente la cittadinanza onoraria, come premio per l'esempio, l'aiuto e il conforto dati al popolo durante l'assedio.
La morte lo coglie all'età di 77 anni nei pressi di Stazzema, in Versilia, dopo aver benedetto alcuni edifici del paesino di Ripa, completamente distrutto durante le ultime fasi della seconda guerra mondiale. È il 2 luglio 1947.

## Genealogia episcopale e successione apostolica
La genealogia episcopale è:
- Cardinale Scipione Rebiba
- Cardinale Giulio Antonio Santori
- Cardinale Girolamo Bernerio, O.P.
- Arcivescovo Galeazzo Sanvitale
- Cardinale Ludovico Ludovisi
- Cardinale Luigi Caetani
- Cardinale Ulderico Carpegna
- Cardinale Paluzzo Paluzzi Altieri degli Albertoni
- Papa Benedetto XIII
- Papa Benedetto XIV
- Papa Clemente XIII
- Cardinale Marcantonio Colonna
- Cardinale Giacinto Sigismondo Gerdil, B.
- Cardinale Giulio Maria della Somaglia
- Cardinale Carlo Odescalchi, S.I.
- Cardinale Costantino Patrizi Naro
- Cardinale Lucido Maria Parocchi
- Cardinale Alfonso Maria Mistrangelo, Sch.P.
- Arcivescovo Gabriele Vettori

La successione apostolica è:
- Vescovo Giovanni Piccioni (1921)
- Vescovo Ezio Barbieri (1945)